# Deltebre (kommunhuvudort)
Deltebre är en kommunhuvudort i Spanien.   Den ligger i provinsen Província de Tarragona och regionen Katalonien, i den östra delen av landet, 400 km öster om huvudstaden Madrid. Deltebre ligger 3 meter över havet och antalet invånare är 11 751.
Terrängen runt Deltebre är platt. Närmaste större samhälle är Tortosa, 18,8 km nordväst om Deltebre. Trakten runt Deltebre består till största delen av jordbruksmark.